# Pfannsches Bad
Das Pfannsche Bad war ein privates Kurbad im 12. Wiener Gemeindebezirk Meidling.

## Geschichte
Bei Grabungsarbeiten an einem Brunnen auf dem Grundstück von Josef Pfann in der heutigen Niederhofstraße 42 wurde 1819 zufällig eine Ader mit warmem schwefelhaltigem Wasser gefunden. Am 2. Februar 1820 wurde eine amtliche Untersuchung des Wassers angeordnet und seine Heilwirkung bestätigt. Daraufhin erteilte am 8. Juli des gleichen Jahres die Stiftsherrschaft Klosterneuburg als Grundherr die Bewilligung zur Errichtung des Bades. Im Juni 1821 richtete Josef Michael Freiherr von Ehrenfels als Besitzer des nahe gelegenen Theresienbades an Kaiser Franz I. aus Sorge um die Konkurrenz ein Gesuch um Aufhebung dieser Bewilligung, welches aber abgelehnt wurde.
Zunächst wurde das Wasser der Heilquelle in einer „Trink- und Kurhalle“ Ecke Mandlgasse und Arndtstraße ausgeschenkt, mit zunehmendem Bekanntheitsgrad wurde die Anlage wesentlich vergrößert und auch ein Schwimmbad errichtet, das aber um 1896 aufgelassen wurde. Außerdem wurde ein Zubringerdienst mittels Gesellschaftswagen organisiert, die vom Neuen Markt im 1. Bezirk abfuhren. Um das Heilwasser auch Personen zugänglich zu machen, denen die Anreise nach Meidling zu beschwerlich war, wurde es in Flaschen (Halbe-Maß-Bouteille oder Seitel-Bouteille) abgefüllt und über die Apotheke zur goldenen Krone am Graben verkauft.
1868 richtete der Meidlinger Arbeiterbildungsverein Vorwärts in einem gemieteten Raum das erste Lesezimmer in Meidling ein.
1910 wurde das vorher komplett abgebrochene Pfannsche Bad im Auftrag der Besitzergesellschaft nach Plänen des Architekten und Stadtbaumeisters Franz Quidenus neu errichtet. Zu dieser Zeit verfügte es über Dampfbäder mit Heißluft- und Dampfkammern, Duschen, Kalt- und Warmwasserbecken, Ruheräume sowie 97 Wannenbadezimmer.
Am 15. November 1930 wechselte das Pfannsche Bad in den Besitz der offenen Gesellschaft Pfann’sches Mineral- und Schwefelbad Rast, Rittner & Co.
Bis zur Schließung des Bades Ende August 1976 wurden dort Naturschwefelbäder und physikalische Behandlungen durchgeführt. Allerdings entsprach das Pfannsche Bad längst nicht mehr den modernen Anforderungen und so wurde es von der Stadt Wien aufgekauft und gemeinsam mit anderen Wohnhäusern abgebrochen. Auf dem Grundstück wurde der dem Meidlinger Markt gegenüberliegende Hermann-Leopoldi-Park angelegt, der am 26. April 1984 eröffnet wurde.

### Heilwirkung
Der Besuch des Pfannschen Bades wurde Menschen empfohlen, welche an Rheuma, Gicht, Ischias, Gelenksentzündungen oder Nervenleiden und ähnlichen Erkrankungen litten.